# Alexej Nikolajevič
Svatý Alexej Nikolajevič, cesarevič ruský (rusky Цесаревич Алексей Николаевич Poмaнoв – Cesarevič Aleksej Nikolajevič Romanov; plný titul: Následník trůnu, cesarevič a velkokníže, rusky Наследник-Цесаревич и Великий Князь – Naslědnik-Cesarjevič i Velikij Kňaz; 30. červencejul./ 12. srpna 1904greg., Petrodvorec – 17. července 1918, Jekatěrinburg) z dynastie Holstein‑Gottorp‑Romanov byl cesarevič, následník trůnu Ruského impéria, nejmladší potomek a jediný syn cara Mikuláše II. a jeho ženy Alexandry Fjodorovny.

## Život
Alexej se narodil 12. srpna 1904 (30. července podle juliánského kalendáře) v Petrodvorci. Jeho narození bylo oznámeno třemi sty výstřely z děl Petropavlovské pevnosti. Byl nejmladším z pěti dětí carského páru a jediný chlapec. Jeho staršími sestrami byly velkokněžny Olga, Taťána, Marie a Anastázie. Jako chlapec se podle platného následnického práva stal automaticky následníkem trůnu.
Alexej byl pokřtěn 3. září 1904 v kapli petrodvoreckého paláce. Jeho hlavními kmotry byli jeho babička z otcovy strany a jeho prastrýc, velkokníže Alexej Alexandrovič. Mezi dalšími kmotry byli jeho nejstarší sestra Olga, jeho praděd, král Kristián IX., dále britský král Eduard VII., Jiří, Princ z Walesu a německý císař Vilém II. Jelikož v té době bylo Rusko ve válce s Japonskem, všichni vojáci a důstojníci Ruské armády a námořnictva byli jmenováni čestnými kmotry. Podle slov Mikuláše II. carský pár vybral jméno Alexej jednak proto, aby byla přerušena tradice dávat nejstarším synům jméno Alexandr nebo Mikuláš, ale především k poctě cara, kterého si Mikuláš II. nejvíce vážil, Alexeje I. Michajloviče. Rád se oblékal jako námořník Ruského námořnictva. Svými blízkými byl nazýván Aljoša (Алёша) nebo Ljoška (Лёшка).

## Nemoc
Bezprostředně po narození vypadal Alexej jako zdravý, silný chlapec. Záhy však, již v průběhu podzimu, se u dvouměsíčního chlapečka objevilo silné krvácení z pupíku a byla diagnostikována hemofilie, porucha srážlivosti krve, kterou zdědil po matce (nositelkami genu byly některé dcery a vnučky britské královny Viktorie). Fakt, že carevičova těžká choroba má původ v dědičné zátěži na její straně, vyvolal u carevny těžké deprese. Ve snaze vyléčit či zmírnit carevičovu chorobu přijala na dvůr mystika Grigorije Rasputina. Těžkou krizi prodělal chlapec v roce 1912, když se při pádu z loďky silně uhodil do boku; vzniklý hematom se dlouho nevstřebával a dítě bylo na pokraji smrti. Kvůli své nemoci nemohl mít kolo, které si přál, ale měl tříkolku.

## Revoluce a zavraždění
Po revoluci v únoru roku 1917 byl car Mikuláš II. donucen 2. března zříci se trůnu, a to nejen za sebe, ale i za své děti. Rozhodnutí předcházela konzultace s lékaři, kteří mu sdělili, že s hemofilií je sice možno žít dlouhý život, ten však závisí na jakékoli nešťastné náhodě. Mikulášovým následníkem se stal jeho mladší bratr, velkokníže Michail Alexandrovič.
V srpnu 1917 byla celá carská rodina odvezena do sibiřského města Tobolska, kde prožila celkem klidné období. V dubnu roku 1918 však byla převezena do Jekatěrinburgu, kde byly podmínky podstatně přísnější. Zde se stala Alexejovi nehoda – údajně upadl se schodů tak nešťastně, že v důsledku úrazu nemohl chodit.
Chtěli jeho rodinu i s Alexejem poslat k velkolepému soudu, ale v důsledku dalšího vývoje revoluce byla celá carská rodina včetně Alexeje v noci ze 16. na 17. července 1918 v Jekatěrinburgu zastřelena. Vrahem Alexeje byl Jakov Jurovskij, velitel popravčí čety, který ještě před tím zastřelil Alexejova otce a poté jeho sestru Taťánu.
V roce 2008 potvrdil genealogický test DNA, provedený experty z USA, že ostatky, nalezené v srpnu roku 2007 poblíž Jekatěrinburgu a předběžně identifikované jako ostatky careviče Alexeje a jeho sestry Marie, náleží skutečně těmto carským dětem.
V roce 2000 byl také společně s nimi pravoslavnou církví kanonizován jako „strastotěrpěc“.

## Vývod z předků
|                    |                                 |  |                     |                                      |  |  |  |  |  |  |  | Mikuláš I. Pavlovič |
|                    |                                 |  |                     |                                      |  |  |  |  |  |  |  |                     |
|                    | Alexandr II. Nikolajevič        |  |                     |                                      |  |  |  |  |  |  |  |                     |
|                    |                                 |  |                     |                                      |  |  |  |  |  |  |  |                     |
|                    |                                 |  |                     | Šarlota Pruská                       |  |  |  |  |  |  |  |                     |
|                    |                                 |  |                     |                                      |  |  |  |  |  |  |  |                     |
|                    | Alexandr III. Alexandrovič      |  |                     |                                      |  |  |  |  |  |  |  |                     |
|                    |                                 |  |                     |                                      |  |  |  |  |  |  |  |                     |
|                    |                                 |  |                     | Ludvík II. Hesenský                  |  |  |  |  |  |  |  |                     |
|                    |                                 |  |                     |                                      |  |  |  |  |  |  |  |                     |
|                    | Marie Alexandrovna              |  |                     |                                      |  |  |  |  |  |  |  |                     |
|                    |                                 |  |                     |                                      |  |  |  |  |  |  |  |                     |
|                    |                                 |  |                     | Vilemína Luisa Bádenská              |  |  |  |  |  |  |  |                     |
|                    |                                 |  |                     |                                      |  |  |  |  |  |  |  |                     |
|                    | Mikuláš II. Alexandrovič        |  |                     |                                      |  |  |  |  |  |  |  |                     |
|                    |                                 |  |                     |                                      |  |  |  |  |  |  |  |                     |
|                    |                                 |  |                     | Fridrich Vilém Glücksburský          |  |  |  |  |  |  |  |                     |
|                    |                                 |  |                     |                                      |  |  |  |  |  |  |  |                     |
|                    | Kristián IX.                    |  |                     |                                      |  |  |  |  |  |  |  |                     |
|                    |                                 |  |                     |                                      |  |  |  |  |  |  |  |                     |
|                    |                                 |  |                     | Luisa Karolina Hesensko-Kasselská    |  |  |  |  |  |  |  |                     |
|                    |                                 |  |                     |                                      |  |  |  |  |  |  |  |                     |
|                    | Marie Sofie Dánská              |  |                     |                                      |  |  |  |  |  |  |  |                     |
|                    |                                 |  |                     |                                      |  |  |  |  |  |  |  |                     |
|                    |                                 |  |                     | Vilém Hesensko-Kasselský             |  |  |  |  |  |  |  |                     |
|                    |                                 |  |                     |                                      |  |  |  |  |  |  |  |                     |
|                    | Luisa Hesensko-Kasselská        |  |                     |                                      |  |  |  |  |  |  |  |                     |
|                    |                                 |  |                     |                                      |  |  |  |  |  |  |  |                     |
|                    |                                 |  |                     | Luisa Šarlota Dánská                 |  |  |  |  |  |  |  |                     |
|                    |                                 |  |                     |                                      |  |  |  |  |  |  |  |                     |
| Alexej Nikolajevič |                                 |  |                     |                                      |  |  |  |  |  |  |  |                     |
|                    |                                 |  |                     |                                      |  |  |  |  |  |  |  |                     |
|                    |                                 |  | Ludvík II. Hesenský |                                      |  |  |  |  |  |  |  |                     |
|                    |                                 |  |                     |                                      |  |  |  |  |  |  |  |                     |
|                    | Karel Hesenský                  |  |                     |                                      |  |  |  |  |  |  |  |                     |
|                    |                                 |  |                     |                                      |  |  |  |  |  |  |  |                     |
|                    |                                 |  |                     | Vilemína Luisa Bádenská              |  |  |  |  |  |  |  |                     |
|                    |                                 |  |                     |                                      |  |  |  |  |  |  |  |                     |
|                    | Ludvík IV. Hesenský             |  |                     |                                      |  |  |  |  |  |  |  |                     |
|                    |                                 |  |                     |                                      |  |  |  |  |  |  |  |                     |
|                    |                                 |  |                     | Vilém Pruský                         |  |  |  |  |  |  |  |                     |
|                    |                                 |  |                     |                                      |  |  |  |  |  |  |  |                     |
|                    | Alžběta Pruská                  |  |                     |                                      |  |  |  |  |  |  |  |                     |
|                    |                                 |  |                     |                                      |  |  |  |  |  |  |  |                     |
|                    |                                 |  |                     | Marie Anna Hesensko-Homburská        |  |  |  |  |  |  |  |                     |
|                    |                                 |  |                     |                                      |  |  |  |  |  |  |  |                     |
|                    | Alexandra Fjodorovna Ruská      |  |                     |                                      |  |  |  |  |  |  |  |                     |
|                    |                                 |  |                     |                                      |  |  |  |  |  |  |  |                     |
|                    |                                 |  |                     | Arnošt I. Sasko-Kobursko-Saalfeldský |  |  |  |  |  |  |  |                     |
|                    |                                 |  |                     |                                      |  |  |  |  |  |  |  |                     |
|                    | Albert Sasko-Kobursko-Gothajský |  |                     |                                      |  |  |  |  |  |  |  |                     |
|                    |                                 |  |                     |                                      |  |  |  |  |  |  |  |                     |
|                    |                                 |  |                     | Luisa Sasko-Gothajsko-Altenburská    |  |  |  |  |  |  |  |                     |
|                    |                                 |  |                     |                                      |  |  |  |  |  |  |  |                     |
|                    | Alice Sasko-Koburská            |  |                     |                                      |  |  |  |  |  |  |  |                     |
|                    |                                 |  |                     |                                      |  |  |  |  |  |  |  |                     |
|                    |                                 |  |                     | Eduard August Hannoverský            |  |  |  |  |  |  |  |                     |
|                    |                                 |  |                     |                                      |  |  |  |  |  |  |  |                     |
|                    | královna Viktorie               |  |                     |                                      |  |  |  |  |  |  |  |                     |
|                    |                                 |  |                     |                                      |  |  |  |  |  |  |  |                     |
|                    |                                 |  |                     | Viktorie Sasko-Kobursko-Saalfeldská  |  |  |  |  |  |  |  |                     |
|                    |                                 |  |                     |                                      |  |  |  |  |  |  |  |                     |